# 塞康塞特島 (麻薩諸塞州)
塞康塞特島（英語：Seconesett Island）是位於美國麻薩諸塞州巴恩斯特布爾縣的一個普查規定居民點。

## 人口
根據2020年美國人口普查的數據，塞康塞特島的面積為0.28平方千米，當中陸地面積為0.27平方千米，而水域面積為0.01平方千米。當地共有人口98人，而人口密度為每平方千米350人。